# Laelaptiella eupodalia
Laelaptiella eupodalia är en spindeldjursart som beskrevs av Wolfgang Karg 1996. Laelaptiella eupodalia ingår i släktet Laelaptiella och familjen Ologamasidae. Inga underarter finns listade i Catalogue of Life.